# Статистичне моделювання
Статистичне моделювання (англ. Statistical modeling) — це спрощений, математично-формалізований спосіб апроксимації якого-небудь випадкового явища чи процесу. Об'єктом моделювання виступає статистична сукупність, в якій реалізується закономірність. При наявності даних, отриманих зі спостережень, можна обчислити статистичні відношення між величинами, використовуючи регресійний аналіз або інші статистичні методи.

## Загальні зауваження
Чисто математичні моделі, в яких взаємозв'язки між вхідними та вихідними даними зафіксовані цілком детерміністично, можуть бути важливими теоретичними інструментами, але вони непрактичні для опису спостереженнь, експериментів чи опитувань. Для таких явищ дослідники зазвичай вводять в модель, окрім детерміністичних, також стохастичні елементи. Коли невизначеність реалізації призводить до включення випадкових компонентів, отримані моделі називаються стохастичними моделями. Отже, статистична модель — це стохастична модель, що містить параметри, які є невідомими константами, і їх необхідно оцінити, спираючись на припущення про модель та спостереження.
Переваги статистичних моделей:
- Випадковість часто вводиться в систему для досягнення певного балансу або різноманітності. Наприклад, випадкове призначення лікування експериментальним одиницям дозволяє отримати об'єктивні висновки про ефективність лікування. Як ще один приклад, вибір особи для вибірки опитування за випадковими механізмами забезпечує різноманітність вибірки.
- Навіть якщо детерміністична модель може бути сформульована для досліджуваного явища, стохастична модель може забезпечити простіший і зрозуміліший опис. Наприклад, в принципі, можливо зафіксувати результат підкидання монетки детерміністичною моделлю, беручи до уваги властивості монети, спосіб підкидання, умови середовища, в якому рухається монета, і поверхні, на яку вона приземлиться тощо. В результаті для опису простого результату — герб або число, потрібна дуже складна модель. Альтернативно, результат підкидання монетки можна описати як результат стохастичного процесу — імовірності, з якою випаде герб.
- Часто достатньо описати середньостатистичну поведінку процесу, а не кожну конкретну реалізацію. Наприклад, могла бути розроблена модель регресії, яка б зв'язувала ріст рослин з наявністю поживних речовин. Явна мета моделі може полягати у визначенні того, як змінюється середньостатистичне зростання рослин з наявністю поживних речовин, а не прогнозування зростання окремої рослини. Підтримка поняття усереднення в моделі полягає в характері очікуваних значень, що описують типову поведінку при наявності випадковості. Це, у свою чергу, вимагає, щоб модель містила стохастичні компоненти.

## Використання

### Охорона навколишнього середовища
Математична модель локальних викидів і розсіювання хмар забруднення
При наявності спостережень забруднення повітря на станціях дозиметрії і характеристик переміщення повітряних мас на метеорологічних станціях можна обчислити співвідношення між змінними з використанням статистичних методів.
Статистичні моделі мають невисоку вартість розробки та низькі потреби в обчислювальних ресурсах, однак, вони не можуть використовуватися поза межами початкових умов, що визначаються вхідними
даними. Дані статистичних досліджень неможливо перенести на інші об'єкти без переоцінки емпіричних коефіцієнтів.
Модель усереднення за часом
Нехай {\displaystyle \phi (\tau )} є сукупністю середніх концентрацій забруднюючих речовин за проміжок часу {\displaystyle (\tau ,\tau +\Delta \tau )}.
Для довільного періоду часу {\displaystyle T} усереднена концентрація задається виразом:
{\displaystyle \phi (T)={\frac {1}{T}}\int \limits _{t}^{t+T}\phi '(\tau )\,d\tau }.
На відношення пікових концентрацій до середнього за 24 год. впливають варіації напрямку вітру протягом дня в розглянутій області, тому усереднення для періоду часу 24 год. мають менше застосування в порівнянні з усередненнями за менші проміжки часу.
Багатофакторний аналіз
Багатофакторний аналіз (англ. multivariable analysis) — це сукупність статистичних методів, які одночасно розглядають вплив багатьох змінних на якийсь один чинник. Якщо після усунення впливу цих змінних дія чинника зберігається, його дія вважається незалежною.
Основні формули для розрахунку концентрації забруднення при точковому викиді
{\displaystyle \phi (x,y,z=0,H)=A\exp \left[-\left({\frac {y}{{\sqrt {(}}2\sigma _{y})}}\right)^{r}-\left({\frac {H}{{\sqrt {(}}2\sigma _{z})}}\right)^{s}\right]},
де {\displaystyle \phi (x,y,z=0,H)} — концентрація забруднюючих речовин на рівні ґрунту (z = 0, площина ХОУ), що спостерігається при постійному викиді забруднення потужності {\displaystyle Q} із точкового джерела, піднятого над поверхнею ґрунту на ефективну висоту {\displaystyle H}; {\displaystyle \sigma _{y},\sigma _{y}} — дисперсія в напрямках {\displaystyle y} і {\displaystyle z} відповідно.
Моделі, які використовують розподіл Гаусса
Для опису поширення домішки в атмосфері поряд з розв'язком рівняння турбулентної дифузії широко використовуються формули Гауссового розподілу концентрації, отримані на статистичній основі. Одна з перших робіт в цьому плані належить Сеттону (1958), який припустив, що в загальному випадку концентрація домішки в точці {\displaystyle (x,y,z)} від джерела, розташованого в початку координат, пропорційна добутку:
{\displaystyle P_{y}=(\sigma _{y}{\sqrt {(}}2\pi )^{-1}\exp(-y^{2}/2\sigma _{y}^{2}))},
тут {\displaystyle \sigma _{y}^{2}} — дисперсія розподілу домішки в напрямку {\displaystyle y}.
Аналогічно стосовно функцій {\displaystyle P_{x},P_{z},} відносно координат {\displaystyle x,z}.